# Gyúró
Gyúró je vas na Madžarskem, ki upravno spada pod podregijo Ercsi Županije Fejér.
Tu se nahaja tudi Letališče Gyúró.